# Modest Altschuler
Modest Altschuler (Mahiljow, Rusland (thans Wit-Rusland), 15 februari 1873 - Los Angeles, 12 september 1963) was een Amerikaanse cellist, dirigent en componist. Hij studeerde aan het St. Petersburg Conservatorium en emigreerde naar de Verenigde Staten eind 1890.
Aan het begin van de 20e eeuw vormde Altschuler in New Yorkde Russian Symphony Orchestra Society. Dit orkest toerde twee decennia door de Verenigde Staten met uitvoeringen van werk van vooraanstaande Russische componisten uit die tijd. Een van de premières die het orkest uitvoerde was die van Sergej Prokofjevs Pianoconcert nr. 1 in Carnegie Hall in New York op 10 december 1918. Moessorgski's voorspel voor Chovansjtsjina werd door Altschuler gepresenteerd in Carnegie Hall op 25 februari 1905. Het orkest speelde in 1915 Skrjabins Le Poeme de Feu, waarin een kleurenklavier werd gebruikt dat verbonden was met een lichtinstallatie. Hierdoor werden tonen omgezet in kleuren, zodat de uitvoering een bont spektakel werd.
Net voor het begin van de Eerste Wereldoorlog viel het orkest uit elkaar, en Altschuler verhuisde naar Californië, waar hij een goede reputatie als leraar en cellist opbouwde. Hoewel hij alleen een opleiding voor klassieke muziek had genoten, had Altschuler geen afkeer van lichte muziek. Met hulp van zijn broer, filmmaker Joe Aller, componeerde hij voor films de muziek zoals The Sea Hawk (1924), Dawn to Dawn (1933), It's All in Your mind (1938), Buffalo Bill Rides Again (1947) en Song of My Heart (1948). In 1926 vormde hij opnieuw een orkest, het Glendale Symfonieorkest.
Altschulers familie was ook actief in de muziek, onder wie zijn nichtje Eleanor Aller, dirigent Leonard Slatkin en cellist Frederick Zlotkin. Eleanor Aller en haar man speelden in een van Amerika's bekwaamste klassieke ensembles in de periode 1947-1961.
Modest Altschuler overleed op 90-jarige leeftijd.
- Bibsys: 8011866
- Bibliothèque nationale de France: cb13930481p (data)
- CiNii: DA13917801
- Gemeinsame Normdatei: 135322995
- International Standard Name Identifier: 0000 0000 8363 8114
- Library of Congress Control Number: no97051062
- MusicBrainz: 1895f072-f938-41f7-9683-7db3a5fbbd0b
- Nationale Bibliotheek van Israël: 987007413642505171
- Nederlandse Thesaurus van Auteursnamen: 267755376
- SNAC: w6s75f7s
- Virtual International Authority File: 22330618
- WorldCat: E39PBJhxfYTDtwfpXPyGp6TWDq